# رابرت ولدرز
رابرت ولدرز (انگلیسی: Robert Wolders; ۲۸ سپتامبر ۱۹۳۶ – ۱۲ ژوئیهٔ ۲۰۱۸) بازیگر تلویزیون، و بازیگر سینما اهل پادشاهی هلند بود.
از فیلم‌ها یا برنامه‌های تلویزیونی که وی در آن نقش داشته‌است می‌توان به بو ژست اشاره کرد.